# Чепеле, Рамен
Рамен Чепеле (алб. Ramën Çepele; 21 марта 2003, Конельяно, Италия) — албанский футболист итальянского происхождения, защитник немецкого клуба «Ганновер 96 II» и национальной сборной.

## Клубная карьера
Футболом начал заниматься в академии клуба «Ливентина», в 2017 году перешёл в академию миланского «Интера». Тогда у игрока отмечали хорошую технику и умение продвигать мяч. В октябре 2020 года перешёл в академию немецкого «Ганновер 96».
В течение сезона 2021/22 несколько раз вызывался в состав резервной команды клуба. В полупрофессиональной Региональной лиге дебютировал 27 октября в гостевом матче с «Вердер II», выйдя в стартовом составе. 5 декабря в домашней игре с «Люнебургом» из Ганзы на 71-й минуте заменил Марка Ламти, а на 86-й минуте получил красную карточку за фол последней надежды.

## Карьера в сборной
Занимаясь в академиях итальянских клубов, выступал за различные юношеские национальные сборные. За сборную до 17 лет дебютировал 5 сентября 2019 года в товарищеском гостевом матче со сборной Израиля, выйдя в стартовом составе. 25 октября в гостевом матче отбора к чемпионату Европы со сборной Люксембурга забил первый гол за сборную, завершив разгром (матч закончился со счётом 0:6). В гостевом матче отбора к чемпионату Европы со сборной Турции вышел с капитанской повязкой и забил третий гол своей команды (0:4).
Переехав в Германию, Чепеле принял решение выступать за сборную Албании. Дебютировал 11 ноября 2020 года в домашнем товарищеском матче со сборной Косова, выйдя в стартовом составе.